# Каллон
Каллон — древнегреческий скульптор эгинской школы, трудившийся в 496—456 до н. э..
Из его произведений были известны треножник с фигурой Коры и деревянная статуя Афины Сфении (Могущественной) в коринфском акрополе. Древние писатели упоминают о Каллоне, скульпторе из Элиды, работавшем приблизительно в то же временя и, вероятно, это одно и то же лицо. Им были исполнены, среди прочих, статуя Гермеса с жезлом в руке и фигуры 35 мальчиков, отправленных городом Мессиной на ежегодный праздник в Регионе и утонувших в проливе, вместе со своим учителем.